# Messiaskapelle (Alsergrund)
Die Evangelische Messiaskapelle Wien Alsergrund der Pfarrgemeinde A.B. (Augsburger Bekenntnis) befindet sich in einem Wohnhaus im 9. Wiener Gemeindebezirk Alsergrund. Sie ist die Pfarrkirche der Pfarrgemeinde A.B Alsergrund, die zur Evangelischen Superintendentur A. B. Wien gehört.

## Geschichte und Ausstattung

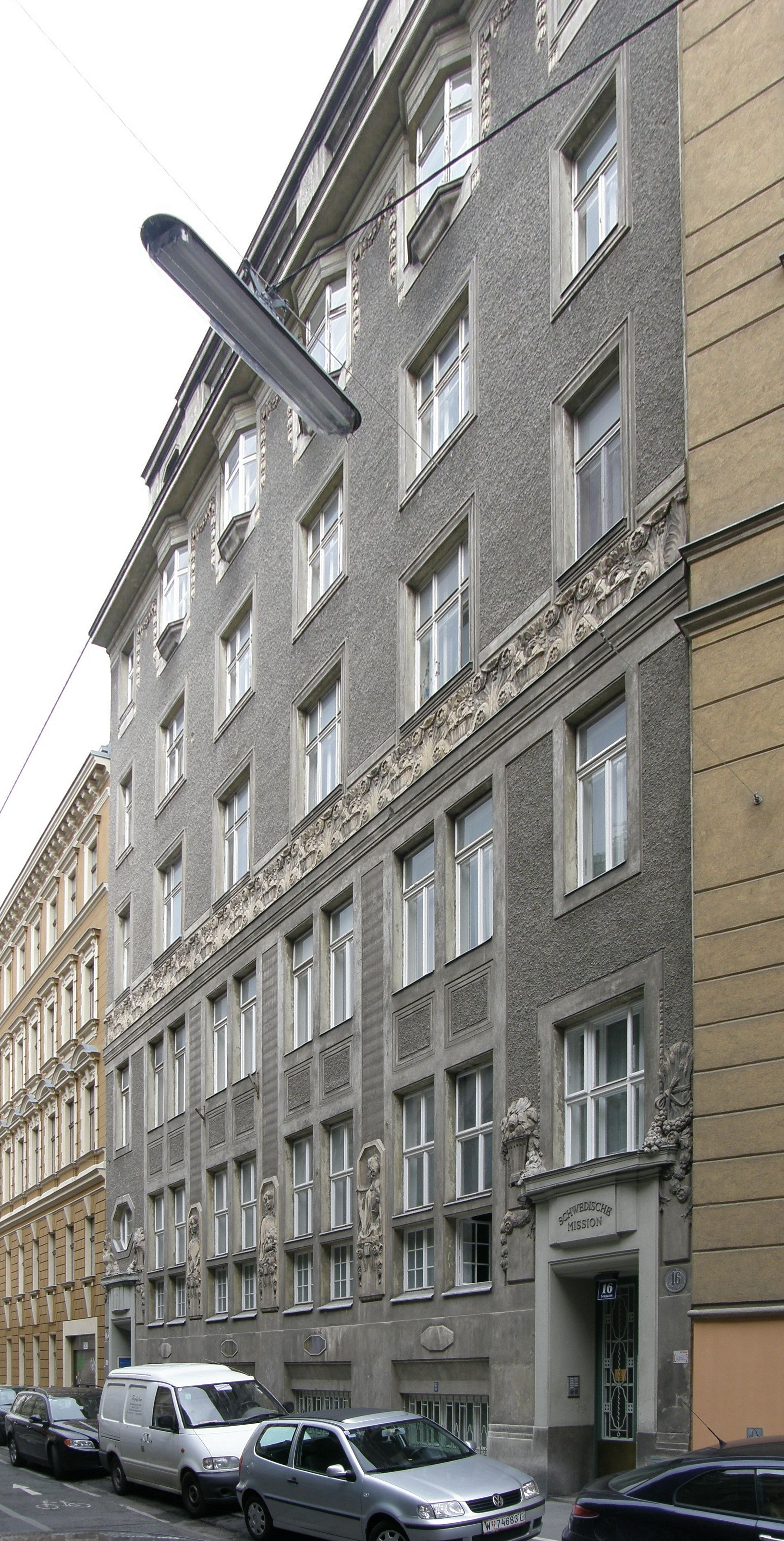
Das Haus Seegasse 16, in dem sich die Kapelle befindet

Das Haus Seegasse Nr. 16, in dem sich die Messiaskapelle befindet, wurde im März 1922 von der Schwedischen Israelmission erworben. Dieses Haus war vom jüdischen Architekten Ludwig Schmidl errichtet worden. Ein Mädchen-Unterstützungsverein hatte es als Schule für arme jüdische Mädchen bauen lassen. 
Ein Kreuz links und eine kleine Tafel rechts in der Kirche erinnern an die Geschichte, so an die Zeit der Kriegsjahre, als dort die Schwedische Israelmission verfolgten Juden zur Ausreise verhalf.
Seit 1951, mit dem Beginn der Wirksamkeit von Adolf Rücker als Pfarrer der Evangelischen Gemeinde Wien – Innere Stadt (Stadtkirche), wurde in dem Haus der Schwedischen Mission die evangelische Predigtstation für den 9. Wiener Gemeindebezirk ausgebaut.
Nachdem die Schwedische Mission ihre Arbeit in Wien beendet hatte, wurde das Gebäude von der Gemeinde Wien – Innere Stadt angekauft und die Messiaskapelle wurde eine ab 1961 eigenständige evangelische Predigtstation. 1964 wurde die Kapelle grundlegend modernisiert, von der alten Ausstattung befindet sich heute nurmehr das Altarbild Emmausjünger in der Kirche. Es ist eine Kopie von E. Hüttenbrenner nach einem Original aus unbekannter Hand des 17. Jahrhunderts (Besitz des Kunsthistorischen Museums Wien).  Die heutige Ausstattung ist schlichteste Kirchenmoderne.
Per 28. Jänner 1999 wurde dann die eigenständige Evangelische Gemeinde Wien Alsergrund – „Messiaskapelle“ gegründet. Ihr Pfarrsprengel ist weiterhin der 9. Bezirk. Damit ist sie die 22. Pfarrgemeinde der Wiener Superintendentur.
Die Gemeinde nimmt regelmäßig an der Langen Nacht der Kirchen teil. Hier probt auch der Chor der Bachgemeinde Wien.

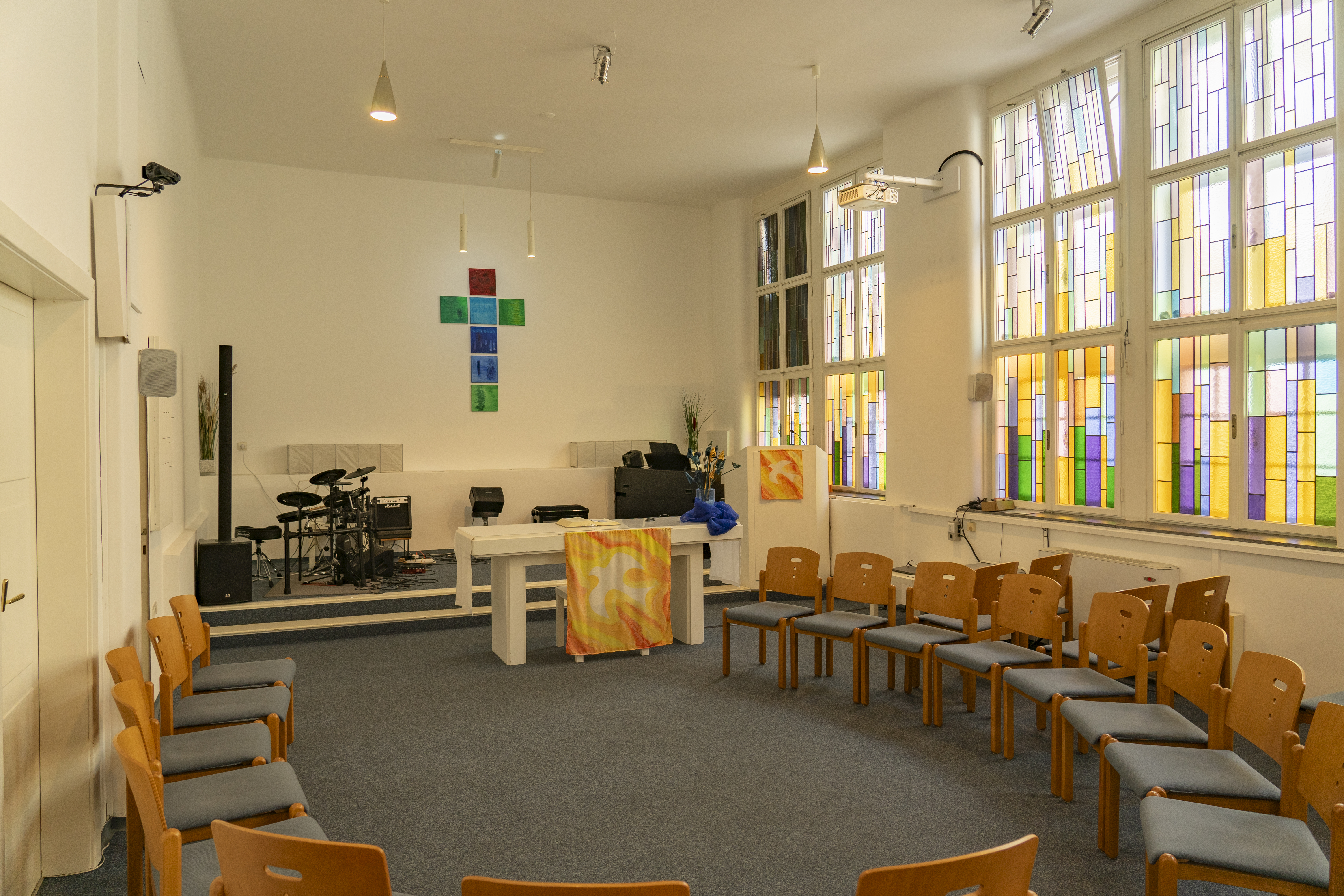
Innenansicht
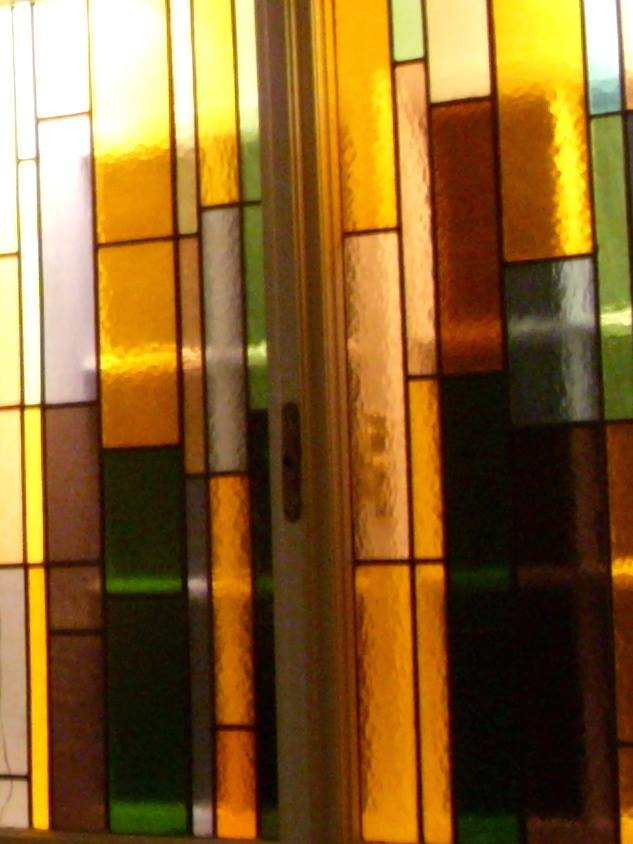
Fenster in der Messiaskapelle
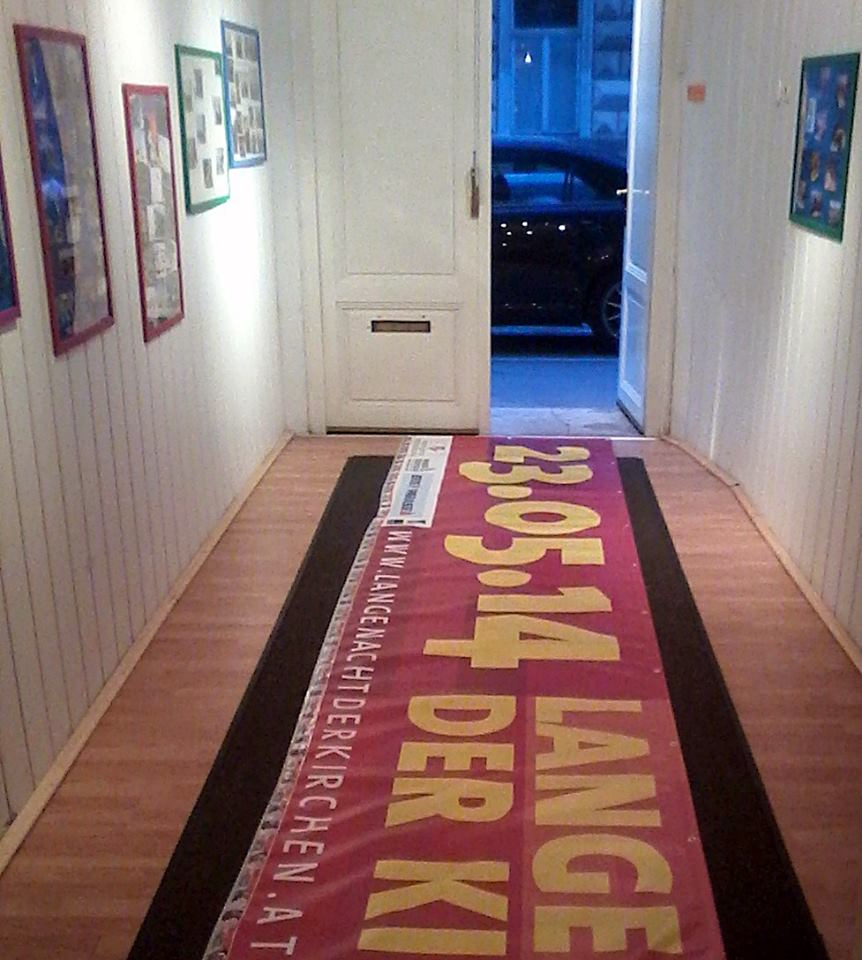
Eingangsbereich der Messiaskapelle während der Langen Nacht der Kirchen 2014